# Callohesma skermani
Callohesma skermani är en biart som först beskrevs av Exley 1974.  Callohesma skermani ingår i släktet Callohesma och familjen korttungebin. Inga underarter finns listade.

## Bildgalleri

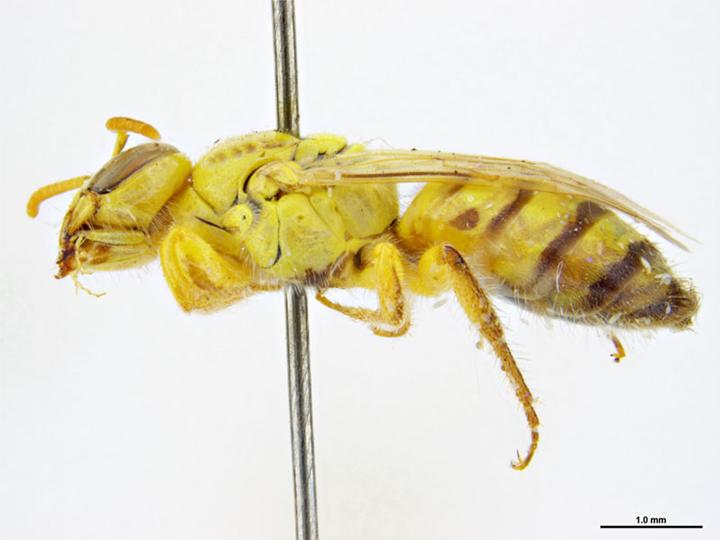
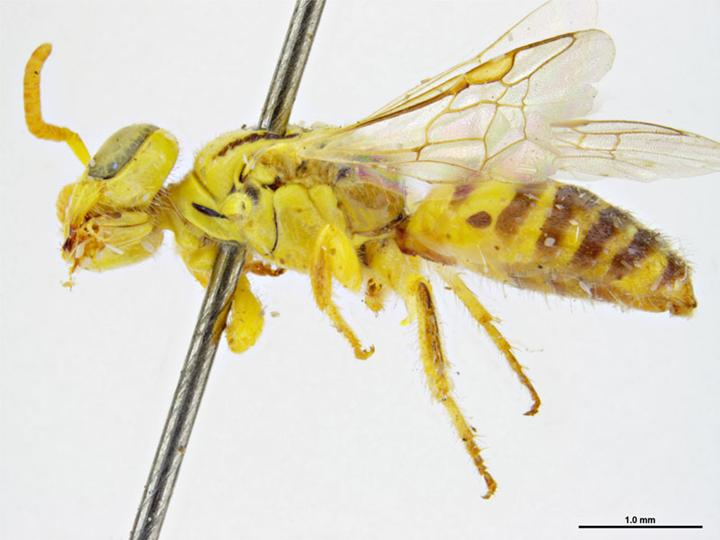